# Roman Szewczyk
Roman Szewczyk (Bytom, 1965. március 18. –) lengyel labdarúgóhátvéd.

## Pályafutása

### A válogatottban
1989. április 12-én mutatkozott be a lengyel válogatottban a Románia elleni mérkőzésen. Utolsó válogatott mérkőzésére 1994. szeptember 4-én került sor egy Európa-bajnoki selejtezőn: Izrael ellen 2–1-re megnyert találkozón.
1989 és 1994 között összesen 37 alkalommal lépett pályára a lengyel válogatottban, és 3 gólt szerzett.

## Sikerei, díjai
GKS Katowice
- Lengyel kupa (2): 1990–91, 1992–93

SV Salzburg
- Osztrák bajnokság (1): 1996–97